# كارل لوغان
كارل لوغان (بالإنجليزية: Karl Logan)‏ هو عازف قيثارة أمريكي، ولد في 28 أبريل 1965 في الولايات المتحدة.

## وصلات خارجية
- كارل لوغان على موقع IMDb (الإنجليزية)
- كارل لوغان على موقع ميوزك برينز (الإنجليزية)
- كارل لوغان على موقع أول ميوزيك (الإنجليزية)
- كارل لوغان على موقع ديسكوغز (الإنجليزية)